# National Museum of Natural History
Il National Museum of Natural History è un museo di storia naturale fondato nel 1910.
Il museo è amministrato dallo Smithsonian Institution, ed è situato nel Mall di Washington. Il museo è la seconda istituzione più popolare dello Smithsonian. Oltre alle importanti collezioni aperte al pubblico, è anche un importante centro di ricerca dove lavorano 185 scienziati.
La sua collezione conta 125 milioni di esemplari, sia animali che vegetali, così come fossili, minerali, rocce, meteoriti e oggetti etnologici. Le stanze espositive sono tutte divise per temi.

## Galleria d'immagini

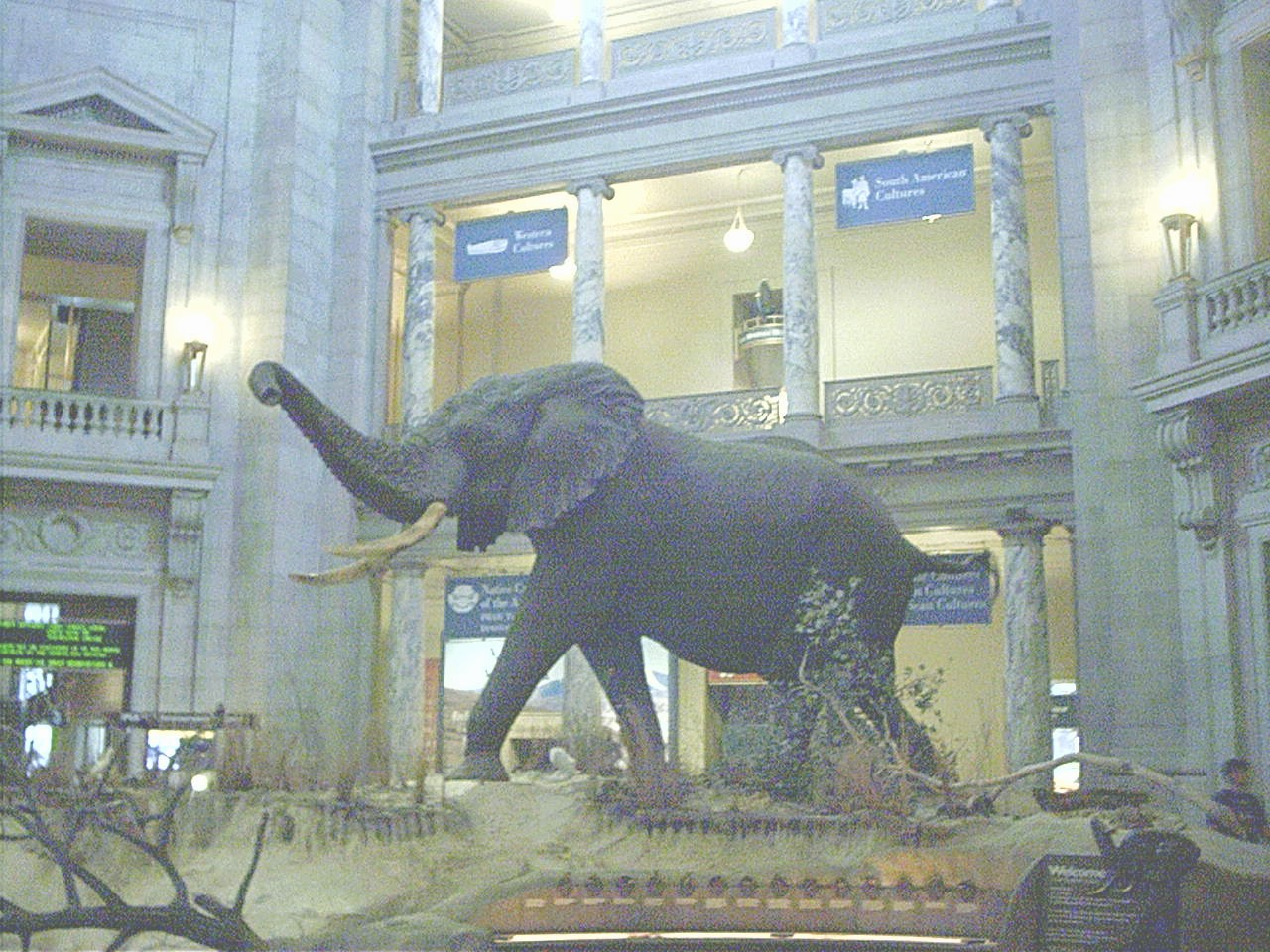
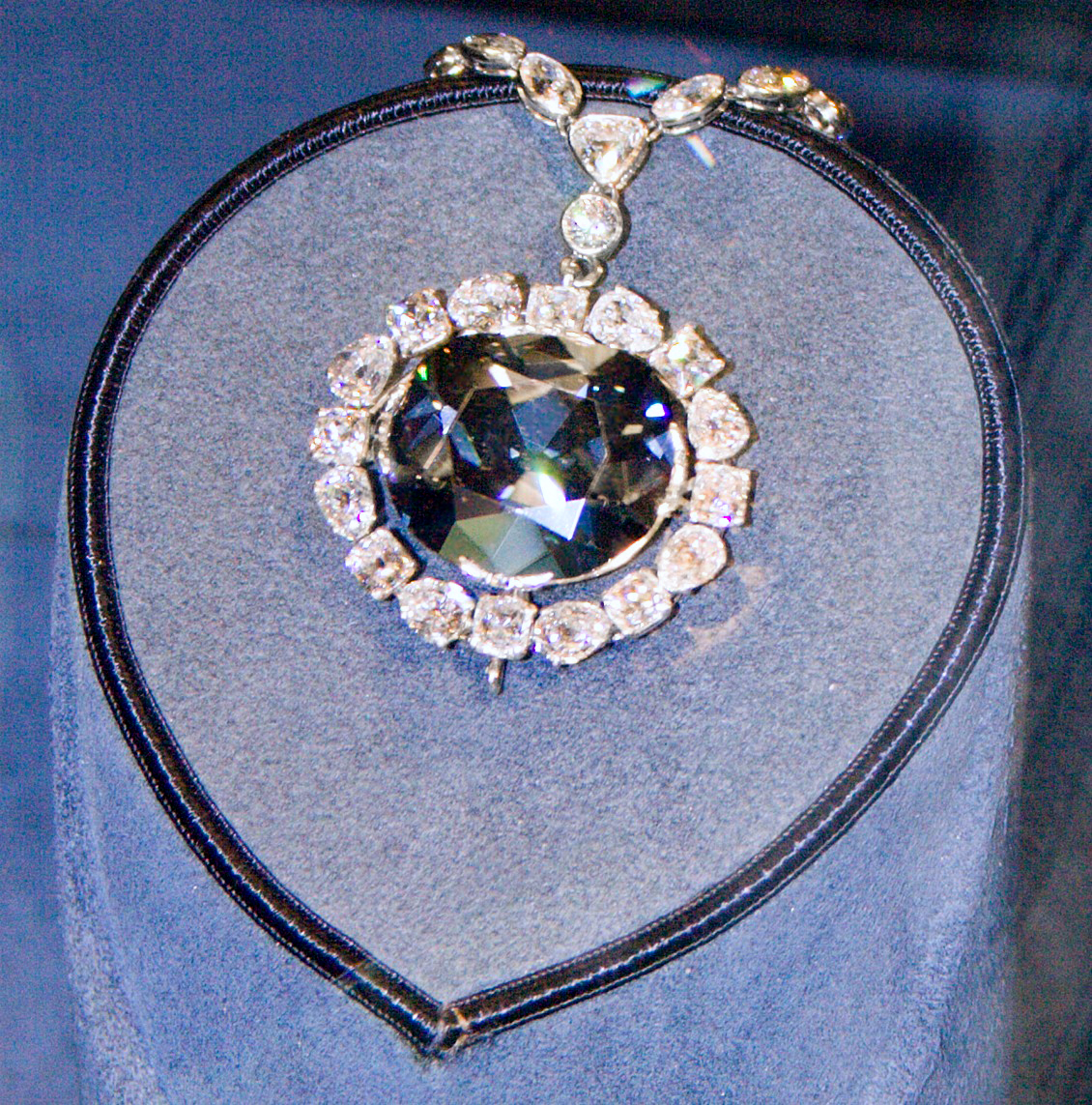
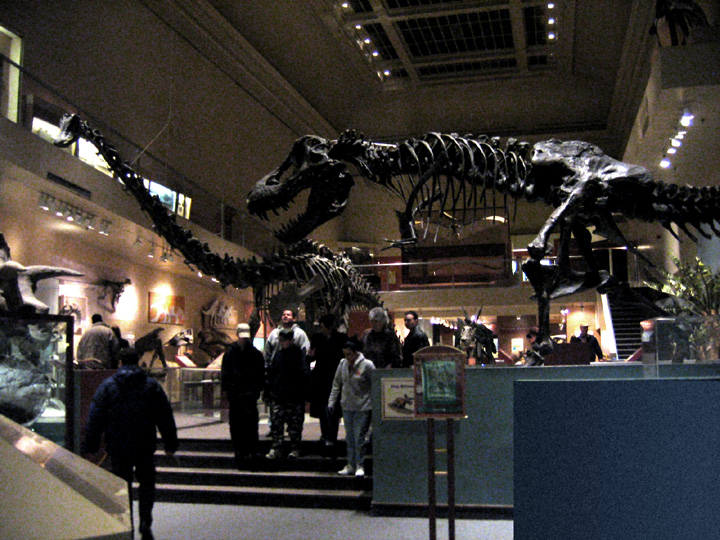
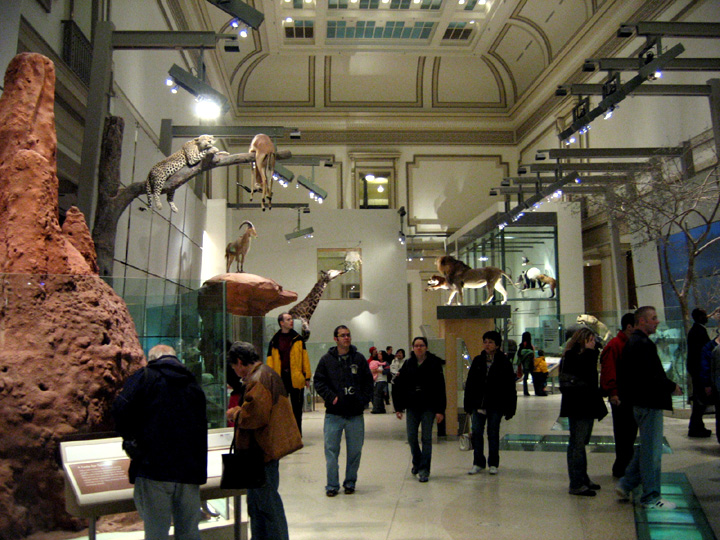
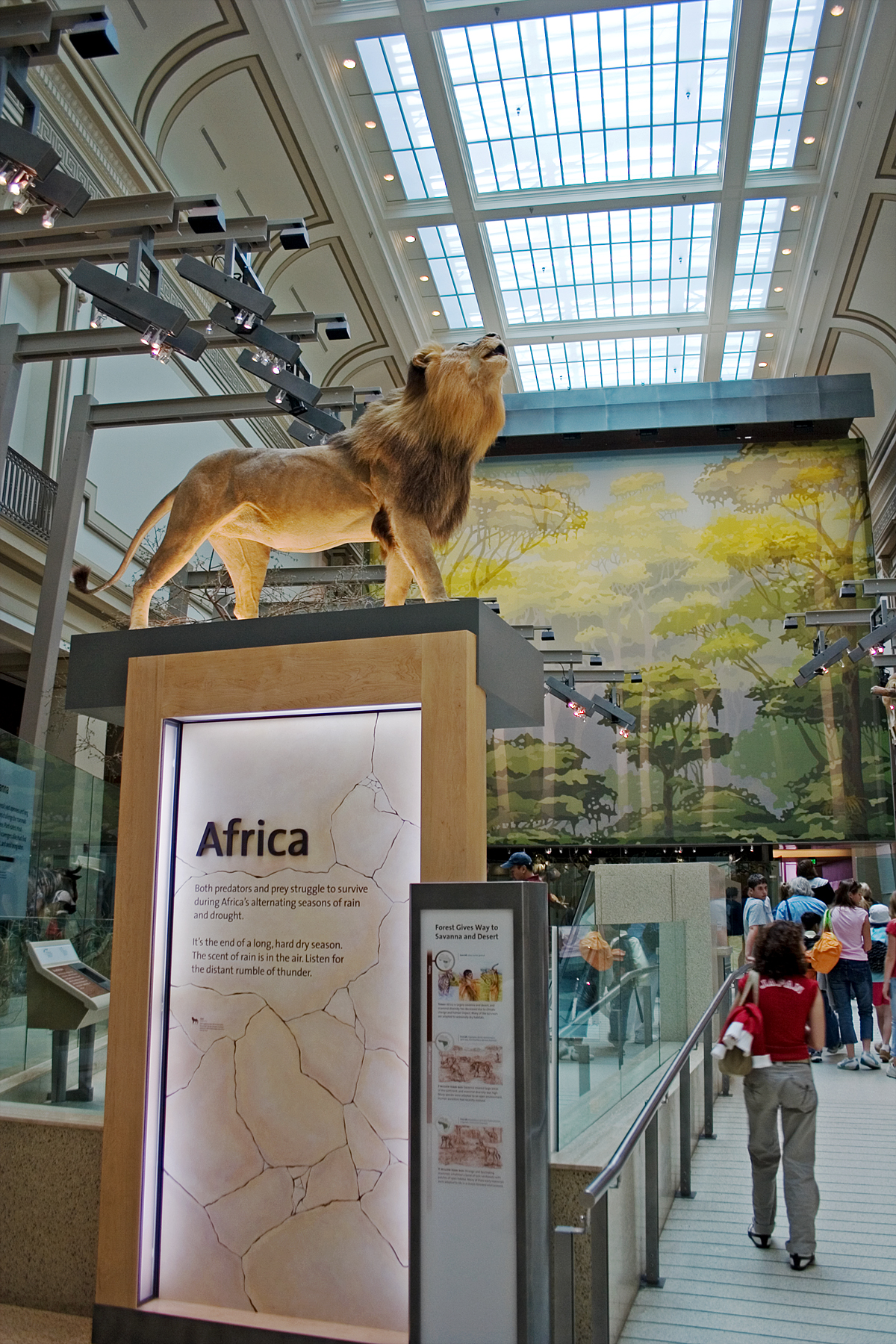